# (5176) Yoichi
(5176) Yoichi est un astéroïde de la ceinture principale.

## Description
(5176) Yoichi est un astéroïde de la ceinture principale. Il fut découvert le 4 janvier 1989 à Kushiro par Seiji Ueda et Hiroshi Kaneda. Il présente une orbite caractérisée par un demi-grand axe de 2,69 UA, une excentricité de 0,31 et une inclinaison de 7,7° par rapport à l'écliptique.

## Compléments